# Стиллингфлит
Стиллингфлит (англ. Stillingfleet) — небольшая деревня в Селби, Северный Йоркшир, Англия. Находится примерно в 10 километрах к югу от Йорка и недалеко от таких населённых пунктов, как Акастер Селби и Aпплетон Робак.
Когда-то в Стиллингфлите действовали угольные шахты, но в 2004 году они были окончательно закрыты. В городе имеется приходская церковь Святой Елены, занесённая в Установной список зданий Великобритании, имеющих архитектурное или историческое значение.
Название деревни происходит из староанглийского языка, и произошло либо от название участка реки, принадлежавшего некоему семейству Styfel, либо от последователей человека с этим же именем. Слово состоит из элементов Styfel (имя), inga (последователи), fleot (ручей). В Книге страшного суда деревня уже была именована как Стиллингфлит.

## Известные уроженцы
- Маркэм, Клемент — офицер Королевского военно-морского флота, член Королевского общества, секретарь, а позже и президент Королевского географического общества и географического общества Hakluyt Society. Путешественник, географ, переводчик.

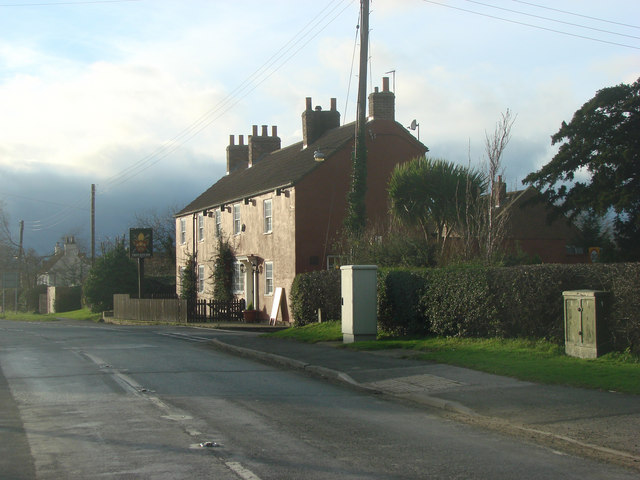
Стиллингфлитский паб
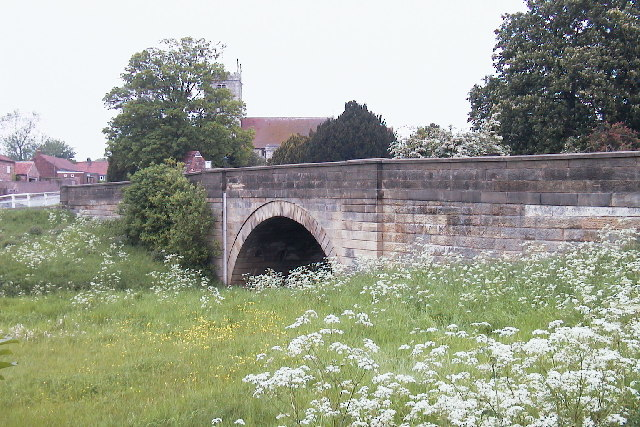
Мост через реку
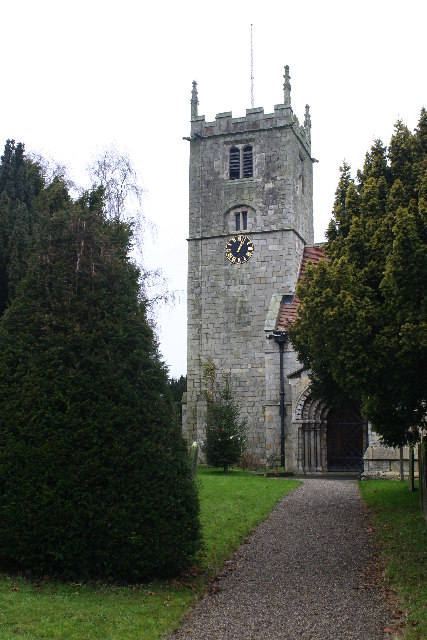
Церковь Святой Елены